# Kento Hayashi
Kento Hayashi (林遣都 Hayashi Kento?,  Ōtsu, Prefectura de Shiga, 6 de diciembre de 1990) es un actor japonés, afiliado a Stardust Promotion. Ha aparecido en más de treinta películas desde el inicio de su carrera en 2005.

## Filmografía

### Películas
| Año  | Título                      | Papel             | Notas           |
| ---- | --------------------------- | ----------------- | --------------- |
| 2007 | The Battery                 | Takumi Harada     | Papel principal |
| 2008 | Dive!!                      | Tomoki Sakai      | Papel principal |
| 2009 | Parade                      | Satoru Kokubo     |                 |
| 2009 | Rise Up                     | Ko Tsuyazaki      |                 |
| 2012 | Lesson of the Evil          | Masahiko Maejima  |                 |
| 2012 | Arakawa Under the Bridge    | Kou Ichinomiya    |                 |
| 2012 | Bakugyaku Familia           | Shūhei            |                 |
| 2016 | Boku Dake ga Inai Machi     | Jun Shiratori     |                 |
| 2016 | Nigakute Amai               | Nagisa Katayama   | Papel principal |
| 2016 | Kashin                      | Kiyohiko          |                 |
| 2016 | High&Low The Movie          | Norihisa Hyūga    |                 |
| 2017 | Where I Belong (Shabondama) | Izumi             | Papel principal |
| 2017 | Namiya Zakkaten no Kiseki   | Matsuoka          |                 |
| 2017 | Fist & Faith                | Shibata Sokichi   | Película China  |
| 2018 | Cherî bôizu                 | Shinichi Kunimori | Papel principal |
| 2018 | Cafe Funiculi Funicula      | Gorō Katada       |                 |
| 2018 | Gangoose (Gyangûsu)         | Takada            |                 |
| 2019 | Ossan's Love                | Ryōta Maki        |                 |
| 2020 | Hold Me Back                | Tada              |                 |
| 2021 | Parasite in Love            | Kengo Kōsaka      | Papel principal |
| 2021 | Inubu: The Dog Club         | Sōta Hanai        | Papel principal |
| 2021 | In the Wake                 | Tomohiko Hasuda   |                 |
| 2023 | Maboroshi                   | Tokimune Kikuiri  | (voz)           |
| 2023 | Refugee X                   | Kentaro Sasa      |                 |
| 2024 | Don't Lose Your Head!       | Saitō Kunai       |                 |

### Televisión
| Año  | Título                                 | Papel                | Notas                    |
| ---- | -------------------------------------- | -------------------- | ------------------------ |
| 2009 | Shōkōjo Seira                          | Kaito Miura          |                          |
| 2012 | Resident – 5-nin no Kenshui            | Kei Yazawa           |                          |
| 2012 | Sengoku BASARA Moonlight Party         | Date Masamune        | Papel principal          |
| 2015 | Keisei Saimin no Otoko Part 1          | Tatsuno Kingo        | Miniserie                |
| 2015 | Shingari                               | Yoshioka             | Miniserie                |
| 2015 | HiGH&LOW〜THE STORY OF S.W.O.R.D.〜    | Norihisa Hyuga       |                          |
| 2016 | Moribito: Guardian of the Spirit       | Shuga                |                          |
| 2016 | Hibana: Spark                          | Tokunaga             | Papel principal          |
| 2016 | Terra Formars: A New Hope              | Kanno Yohei          |                          |
| 2017 | Beppinsan                              | Jirō Kawai           | Asadora                  |
| 2018 | Legal V Former Lawyer, Takanashi Shoko | Aoshima Keita        |                          |
| 2018 | Ossan's Love                           | Ryota Maki           | Tercera temporada        |
| 2019 | Ieyasu, Edo wo Tateru                  | Yoichirō             | Miniserie                |
| 2019 | Idaten                                 | Tsutomu Oyokota      | Taiga drama              |
| 2019 | Scarlet                                | Shinsaku Ōno         | Asadora                  |
| 2019 | Mango no Ki no Shita de                | Kadoi                | Película para televisión |
| 2020 | Our Sister's Soulmate                  | Manato Yoshioka      |                          |
| 2021 | Dragon Zakura                          | Sakamoto Tomoyuki    | Segunda temporada        |
| 2022 | Love with a Case                       | Suzunosuke Shikahama | Papel principal          |
| 2023 | Vivant                                 | Suguru Nogi          |                          |
| 2023 | Malice                                 | Naoto Hoshino        | Papel principal          |